# سانغولكوي
سانغولكوي (بالإسبانية: San Juan Bautista de Sangolquí)‏ هي مدينة، في الإكوادور، تقع في مقاطعة بيتشينتشا، بلغ عدد سكانها 75,080 نسمة وذلك حسب إحصائيات سنة 2010، تبلغ مساحتها 55 كيلومتر مربع، رمزها البريدي هو EC170550.